# Le Réveil des Babalous
 (juillet 2015).
Si vous disposez d'ouvrages ou d'articles de référence ou si vous connaissez des sites web de qualité traitant du thème abordé ici, merci de compléter l'article en donnant les références utiles à sa vérifiabilité et en les liant à la section « Notes et références ».
Le Réveil des Babalous est une émission de télévision française pour la jeunesse diffusée sur France 3 du 23 décembre 1996 au 27 mars 1998.

## Présentation
L'émission est présentée par Les Babalous, le programme succède à Bonjour Babar.

## Programmation

### Séries d'animation (sélection)
- Alice au pays des merveilles
- Les Animaux du Bois de Quat'sous
- Les Babalous
- Babar
- La bande à Munsch
- La bande des Cromignons
- Les belles histoires de Pomme d'Api
- Budgie le petit hélicoptère
- Bonjour les papas
- Mini C'est pas sorcier : le magazine de la découverte et de la science
- Cendrillon
- Les contes de Pierre Lapin et ses amis
- Coup de bleu dans les étoiles
- Cristal magique
- Démétan, la petite grenouille
- Fantastic Max
- Fennec
- Les Kikekoi
- Kissyfur
- L'Île de Noé
- Les Contes de la rue Broca
- Le Monde irrésistible de Richard Scarry
- Léo et Popi
- Ma petite planète chérie
- Mon âne
- Monsieur Bonhomme
- Les Moomins
- L'ours, le tigre et les autres
- Le Monde secret du Père Noël
- Les oursons volants
- Les Pastagums
- La petite souris dans la prairie
- Ric le corbeau
- Les Trois Petites Sœurs
- Oui-Oui du Pays des Jouets
- Peter Pan et les Pirates
- Petit Ours
- Petit Potam
- Pingu
- Rosie la Chipie
- Souris des villes, souris des champs
- Souris Souris
- Tico et ses amis
- Twinkle
- Urmel
- Widget

## Audimat
Lors de sa diffusion, le programme peine à trouver son public. Écrasée par la concurrence de Salut les toons sur TF1, l'émission cesse d'être diffusée le 27 mars 1998.